# 마츠모토 나오야

마츠모토 나오야 (松本 直也, まつもと なおや)는 일본의 만화가이다. 효고현 출신이다.

### 기고
- 미끌미끌 밥 (타무라 류헤이 저) - 작중 캐릭터 '하타야마 선배'의 디자인을 담당.

## 스승
- 미즈노 테루아키[1]
- 이와시로 토시아키